# Black Cube
Black Cube ist ein privater Nachrichtendienst mit Niederlassungen in London, Madrid und Tel Aviv und der Handelsname von BC Strategy Ltd. Das Unternehmen wurde 2010 von den ehemaligen israelischen Nachrichtendienstoffizieren Dan Zorella und Avi Yanus gegründet. Die Belegschaft umfasst frühere Mitarbeiter israelischer Geheimdienstbehörden wie Aman, Mossad und Shin Bet sowie Rechts- und Finanzexperten.
Das Hauptgeschäft der Firma liegt in der Unterstützung bei Rechtsstreitigkeiten, in denen sie ihren Kunden Informationen und Beweismaterial liefert sowie beratend zur Seite steht, um zivil- und strafrechtliche Verfahren über mehrere Rechtsordnungen hinweg zu betreuen.

## Wichtige Projekte
Seit 2011 unterstützte Black Cube Vincent Tchenguiz in einer Vielzahl von Fällen informationsdienstlich, unter anderem in seinem Verfahren gegen die britische Strafverfolgungsbehörde Serious Fraud Office (SFO), nachdem er aufgrund von Untersuchungen der SFO bezüglich des Zusammenbruchs der isländischen Kaupthing Bank verhaftet worden war. Black Cube untersuchte das Verbindungsnetzwerk rund um den Zusammenbruch und ermöglichte dadurch, die Rechtmäßigkeit der Verhaftungen und Durchsuchungen vonseiten der SFO erfolgreich anzufechten, so dass der zuständige Richter das Vorgehen der SFO 2013 als unrechtmäßig erklären musste. Im Nachgang dieser Untersuchungen wurde die SFO 2014 vom Gericht zu Zahlungen an Tchenguiz in Höhe von drei Mio. Pfund Sterling sowie zu einer förmlichen Entschuldigung verpflichtet.
Im Jahr 2014 wurde Black Cube vom israelischen Unternehmer Nochi Dankner beauftragt, eine Gerichtsentscheidung zu überprüfen, durch die die Kontrolle über die IDB Holding Corp. Ltd. (TASE:IDBH) auf Motti Ben Moshe übertragen wurde. Black Cube überprüfte daraufhin die Kapitalquellen Ben Moshes und stieß auf laufende Ermittlungen deutscher Regulierungsbehörden gegen Ben Moshes Firma ExtraEnergy. Außerdem gelang es den Mitarbeitern von Black Cube, einen Zeugen ausfindig zu machen, der Beweise für Geldwäsche und Steuerflucht gegen Ben Moshe vorbringen konnte.
Black Cubes Dienste wurden auch von Kfar Giladi Quarries in ihrem aufsehenerregenden Rechtsstreit mit Caesarstone (NASDAQ:CSTE) in Anspruch genommen. Black Cube gelang es auf einer Fahrradtour in Kfar Giladi mit einem Ingenieur von Caesarstone ins Gespräch zu kommen. In dieser Unterhaltung widersprach der Mitarbeiter den Anschuldigungen, die Caesarstone während des Schiedsverfahrens mit Kfar Giladi gemacht hatte. Nach sechsjähriger Verhandlung verurteilte Richter Boaz Okun Caesarstone zu Entschädigungszahlungen an Kfar Giladi in Höhe von 14 Mio. US-Dollar.
2015 unterstützte Black Cube den taiwanesischen Unternehmer Nobu Su, Eigentümer der TMT-Reederei, in seinen Bemühungen, Berufung gegen ein Urteil einlegen zu dürfen, das 2014 zugunsten von Lakatamia Shipping gefällt worden war und aufgrund dessen Su persönlich für eine Summe von fast 47 Mio. US-Dollar haften sollte. Black Cube konnte Sus Anwälten Informationen zur Verfügung stellen, die belegten, dass 20 Prozent des Streitwertes auf eine Firma namens Slagen Shipping zurückzuführen waren, die zum Zeitpunkt der Feststellung der Forderung bereits den Betrieb eingestellt hatte und die demzufolge nicht anspruchsberechtigt war. Nicht nur konnte der Streitwert hierdurch erheblich reduziert, sondern auch die Berufung genehmigt werden.
2016 war Black Cube an der Aufdeckung mehrerer Korruptions- und Bestechungsfälle in einer Reihe von italienischen Schiedsverfahren zwischen AmTrust (NASDAQ:AFSI) und einer italienischen Einzelperson namens Antonio Somma mit einem Gesamtstreitwert von zwei Mrd. US-Dollar beteiligt. Somma gab in Gesprächen mit verdeckten Ermittlern von Black Cube zu, dass er in der Lage war, die Schiedsrichter zu beeinflussen, und dass er eingewilligt hatte, dem Leiter des Schiedsgerichts 10 Prozent der ihm durch das Schiedsgericht zugesprochenen Summen zu zahlen. Aufgrund von Black Cubes Enthüllungen wurde der Schiedsrichter im Juli 2016 entlassen. Anschließend einigten sich die beiden Parteien auf Zahlungen in Höhe von 60 Mio. Euro anstelle der ursprünglichen zwei Milliarden.
2016 wurde Black Cube von Rami Levy, der Eigentümer von Rami Levy Chain Stores Hashikma Marketing (TASE:RMLI) ist und in Israel als König der Niedrigpreise gilt, damit beauftragt, dessen Vermutungen nachzugehen, dass er das Opfer einer Medienhetze war, die durch einen rivalisierenden Wettbewerber initiiert worden war. Black Cube lieferte Levy Beweise dafür, dass der von Levys Konkurrenten – der Supermarktkette Victory – beauftragte PR-Agent die Negativ-Kampagne zur Schädigung von Levys Ansehen in der Öffentlichkeit in Umlauf gebracht hatte. Levy benutzte dieses Material später in einem Gerichtsverfahren gegen seinen Konkurrenten.
Ebenfalls im Jahr 2016 beauftragten Alstom (EPA:ALO) und Afcon (TASE:AFHL) Black Cube damit, sie im Rechtsstreit mit der israelischen Eisenbahngesellschaft um ihre Elektrifizierungsausschreibung zu unterstützen, die das spanische Unternehmen SEMI gewonnen hatte. Black Cube konnte sich Zugang zu Gesprächsaufnahmen von Beamten der israelischen Bahn verschaffen, auf denen Fehler bei der Ausschreibung diskutiert wurden. Aufgrund dieser Informationen erließ der oberste israelische Gerichtshof eine Kompromissvereinbarung, laut der die ausgeschriebenen Aufträge zwischen allen drei Gesellschaften aufgeteilt wurden und das Vertragsvolumen für Black Cubes Kunden auf 580 Mio. Schekel festgelegt wurde. Die ursprüngliche negative Entscheidung wurde somit aufgehoben.
2017 erhob Gefen Biomed (TASE:GEFEN) eine 60 Mio. Schekel schwere Klage gegen den Unternehmer Moshe (Mori) Arkin und weitere Beteiligte, laut der die Beklagten Minderheitsgesellschafter des Biomedizin-Unternehmens cCam Biotherapeutics irregeführt oder getäuscht hatten. Die Klageschrift basierte auf von Black Cube erbrachten Beweisen, das Gespräche mit Schlüsselfiguren bei cCam aufgenommen hatte, die belegten, dass cCam vorsätzlich und systematisch versucht hatte, Ausstiegsgespräche mit Merck (NYSE:MRK) in Höhe von bis zu 625 Mio. US-Dollar zu verheimlichen.
Dank seiner Spezialisierung im Bereich Asset Tracing und der Analyse von Offshore-Unternehmen und Treuhandgesellschaften wurde Black Cube von der Bank Hapoalim (TASE: POLI) damit beauftragt, Vermögenswerte von Motti Zisser ausfindig zu machen, der der Bank hohe Verbindlichkeiten hinterlassen hatte. Black Cube konnte die Existenz zahlreicher Vermögenswerte in Europa belegen, die Zisser seinem Sohn David mithilfe eines komplizierten Netzwerks an Scheingesellschaften übertragen hatte. Neben weiteren Posten wurden Hotelketten in Brüssel, ein Hotel und ein Einkaufszentrum in Amsterdam, Wohnungen in Straßburg sowie ein Unternehmen in Hongkong ausfindig gemacht. Die von Black Cube beschafften Informationen dienten der Bank Hapoalim dazu, eine einstweilige Verfügung zu erwirken, durch die alle Unternehmen der Familie Zisser gesperrt wurden. Am Ende des Verfahrens kam es im Februar 2018 zu einem Vergleich zwischen den beiden Parteien, in dem sich die Erben Zissers dazu verpflichteten, 95 Mio. Schekel an die Bank Hapoalim zu zahlen.
Im Mai 2020 legte Black Cube im Namen von Beny Steinmetz einem New Yorker Gericht Beweise dafür vor, dass das brasilianische Unternehmen Vale SA wichtige Informationen über eine von Steinmetz erworbene Bergbaulizenz in Guinea zurückhielt. Während einer viermonatigen Operation sammelte Black Cube Aufnahmen mit leitenden Angestellten von Vale, die zugaben, dass Vale zum Zeitpunkt des Vertragsabschlusses davon ausging, dass die Bergbaulizenz illegal erworben worden war, was im Widerspruch zu einem Schiedsspruch über 1,8 Milliarden Dollar zugunsten von Vale stand. In der Folge ließ Vale seine Klage gegen Steinmetz zur Durchsetzung des Schiedsspruchs fallen.
Im Jahr 2019 deckte Black Cube das versteckte Vermögen von Eliezer Fishman im Wert von rund 100 Millionen Euro auf. Fishman, der einst als einer der reichsten Geschäftsmänner Israels galt, wurde 2016 für bankrott erklärt. Black Cube zeichnete verdeckt mehrere Treffen mit Mitarbeitern von Fishman auf, woraufhin der Londoner High Court entschied, dass der Geschäftsmann über juristische Personen, Treuhänder und Vertreter Vermögenswerte und Immobilien in ganz Europa, vor allem in Deutschland, illegal versteckt hatte.
Im Oktober 2019 wurde bekannt, dass Black Cube Beweise für Bestechung und Korruption hochrangiger Beamter bei Mexikos Petróleos Mexicanos, bekannt als Pemex, aufgezeichnet hat. Die Aufnahmen wurden im Rahmen einer 2018 von Oro Negro, einem mexikanischen Ölbohrunternehmen, eingereichten Klage vorgelegt, in der behauptet wurde, dass Pemex Oro Negro in den Bankrott getrieben habe, als sich das Unternehmen weigerte, Schmiergelder zu zahlen. Die Aufnahmen von Black Cube liefern Beweise für die seit langem bestehende Korruption in Mexikos größtem Staatsunternehmen, und zwar auf allen Ebenen des Pemex-Managements bis hin zum CEO und Vorstand. Diese Beweise wurden auch dem DOJ bei seinen Ermittlungen gegen Pemex vorgelegt.

## Kontroversen
Im Jahr 2013 reichte Black Cube im Vereinigten Königreich eine Klage gegen Vincent Tchenguiz aufgrund unbezahlter Rechnungen und Vertragsbruchs ein. Gleichzeitig klagte Tchenguiz in Israel gegen Black Cube wegen angeblich betrügerischer Rechnungen, eine Behauptung, die von Black Cube zurückgewiesen wurde. Beide Verfahren wurden durch einen Vergleich eingestellt, die Details blieben unbekannt.
Im April 2016 wurden zwei Angestellte des Unternehmens in Bukarest verhaftet wegen des Verdachts auf Spionage, Phishing und Cyber-Mobbing gegen die Chefanklägerin der Nationalen Antikorruptionsbehörde Rumäniens, Laura Codruța Kövesi, sowie ihr nahestehende Personen. Nach der Urteilsverkündung kam es zu einem Übereinkommen mit den rumänischen Behörden; die beiden Angestellten wurden auf freien Fuß gesetzt und kehrten nach einigen Monaten nach Israel zurück. Zur Zeit der Verhaftung bestritt Black Cube jegliches Fehlverhalten und sagte, dass die Agentur unter Vertrag führender politischer Kräfte in Bukarest stünde, „alle Angestellten von Black Cube buchstabengetreu der am jeweiligen Ort geltenden Gesetzgebung folgen und alle Anschuldigungen gegen sie unbegründet und unwahr sind“.
Im November 2017 berichtete Ronan Farrow in The New Yorker, dass der Filmproduzent Harvey Weinstein Black Cube engagierte, um der Veröffentlichung von Anschuldigungen gegen ihn wegen Missbrauchs ein Ende zu setzen. Privatdetektive von Black Cube suchten und trafen sich mit Journalisten und Schauspielerinnen, insbesondere mit Rose McGowan, die Weinstein später öffentlich der Vergewaltigung bezichtigte. Innerhalb eines Jahres sorgte Weinstein dafür, dass Black Cube und andere Agenturen „Dutzende von Individuen ins Visier nahmen oder Informationen über sie sammelten“.
Im März 2018 bestritten sowohl Black Cube als auch Cambridge Analytica die Aussage eines ehemaligen Angestellten von Cambridge Analytica, der zufolge das Unternehmen die Dienstleistungen von Black Cube in Anspruch genommen hätte. Im April 2018 bestätigte Brittany Kaiser, eine leitende Managerin von Cambridge Analytica, die Dementis und sagte vor dem Britischen Parlament aus, dass Black Cube nicht das Unternehmen sei, mit dem man zusammengearbeitet hätte.
Im Mai 2018 wurde Black Cube beschuldigt, falsche Identitäten zu benutzen, um schädigende Informationen über ehemalige Regierungsbeamte von Obama zu suchen und so der Trump-Regierung zu helfen, das Iran-Atomabkommen zu unterminieren. Black Cube reagierte auf die Anschuldigungen mit der Erklärung, dass keinerlei Beziehungen zur Trump-Regierung, zu deren Beratern oder dem Iran-Atomabkommen bestünden.

## Internationaler Verwaltungsrat
- Meir Dagan (2016 verstorben) – ehemaliger Direktor des Mossad, Ehrenvorsitzender des Verwaltungsrats[38]
- Efraim Halevy – ehemaliger Direktor des Mossad[38]
- Yohanan Danino – ehemaliger israelischer Polizeipräsident[38][39][40]
- Generalmajor Giora Eiland – ehemaliger Vorsitzender des israelischen nationalen Sicherheitsrats, leitete sowohl die Einsatz- als auch die Planungsabteilung der israelischen Verteidigungskräfte (IDF)[38]
- Professor Asher Tishler – Präsident des College of Management Academic Studies[38]
- Brigadegeneral Mati Leshem – Preisträger des Israel Defense Prize 1997[38][41]
- Paul Reyniers – ehemaliger Teilhaber bei Price Waterhouse und Autor von GARP (Generally Accepted Risk Principles, deutsch: allgemein akzeptierte Risikogrundsätze)[38]
- Itiel Maayan – Mitglied des Kundenbeirats bei Microsoft[38]
- Oberstleutnant Golan Malka – ehemaliger Vizepräsident Marketing und Geschäftsentwicklung bei NICE Systems[38]